# Cmentarz wojenny w Nowym Bruśnie
Cmentarz wojenny w Nowym Bruśnie – cmentarz z I wojny światowej położony na terenie wsi Nowe Brusno, w gminie Horyniec-Zdrój, w powiecie lubaczowskim, w województwie podkarpackim. 

## Opis
Cmentarz znajduje się na prawym brzegu rzeki Brusienki, na wschód od drogi do Łówczy i położony jest w lesie. Ma kształt prostokąta o powierzchni około 1600 m², otoczonego płytkim rowem i wałem ziemnym. Pole grobowe podzielone jest na dwie kwatery niemiecką i rosyjską, oddzielone alejką. Pomnikiem centralnym jest niski monument z betonowych bloków zwieńczony czterospadowym daszkiem i stylizowanym krzyżem maltańskim. Na kwaterze rosyjskiej znajduje się 6 mogił zbiorowych. Pochowano tutaj nieznaną liczbę, niezidentyfikowanych żołnierzy. Na części niemieckiej znajduje się 11 długich mogił oraz 4 krótkie, na których rozłożono równomiernie czworokątne, kamienne płyty, na których wyryto nazwiska żołnierzy lub tylko daty śmierci i przynależność armijna (w przypadku niezidentyfikowanych). Pochowano tutaj 202 żołnierzy niemieckich, w tym 159 zidentyfikowanych. 
Cmentarz został wyremontowany w latach 1999–2003, ze środków wojewody podkarpackiego oraz Niemieckiego Ludowego Związku Opieki nad Grobami Wojennymi (VDK) w Kassel. W latach 2005–2006 wybudowano drewniane ogrodzenie.
Na cmentarzu pochowano żołnierzy niemieckich i rosyjskich poległych podczas szturmu i obrony pozycji na linii rzeki Brusienki w dniach 18–19 czerwca 1915.

## Galeria

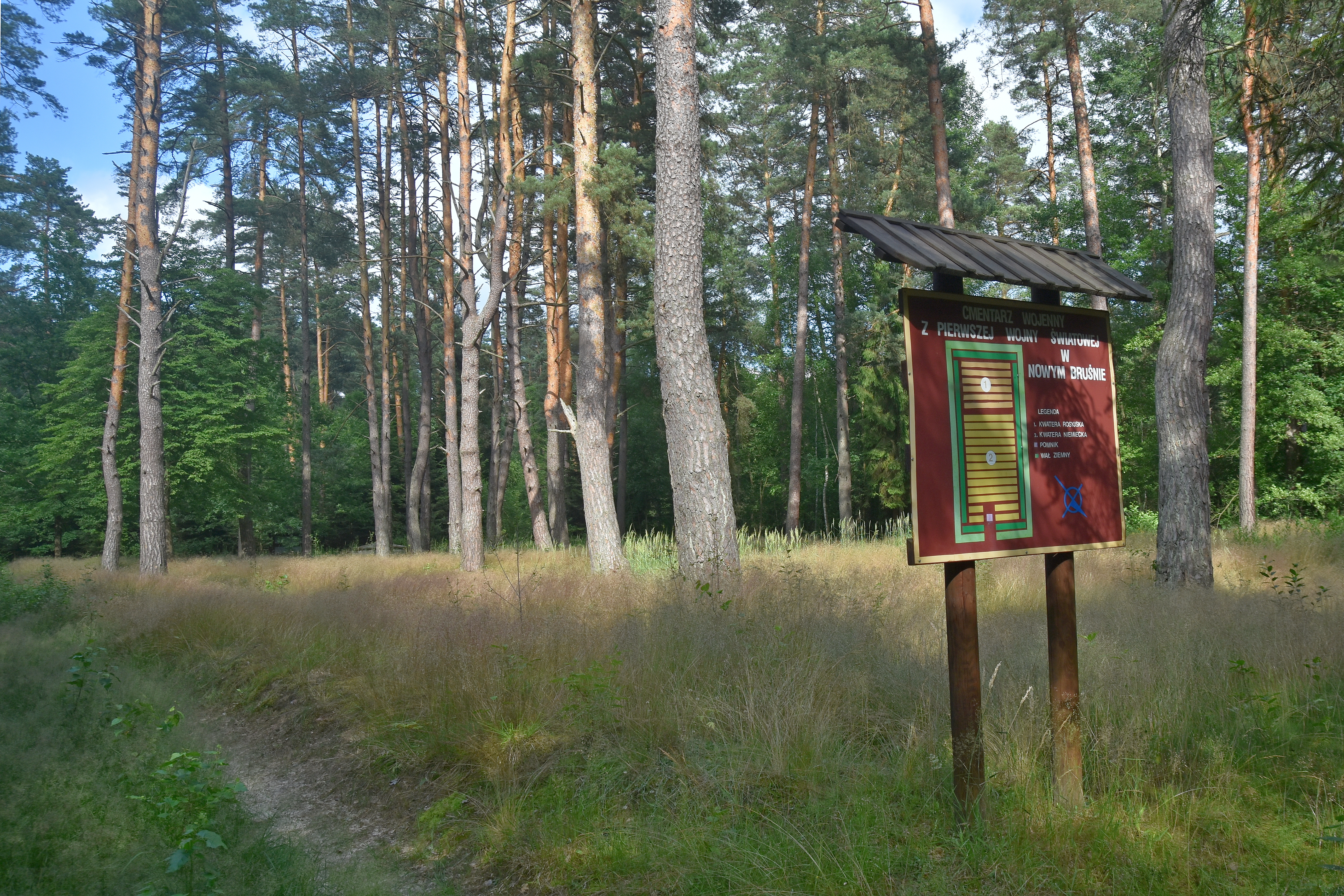
Widok ogólny
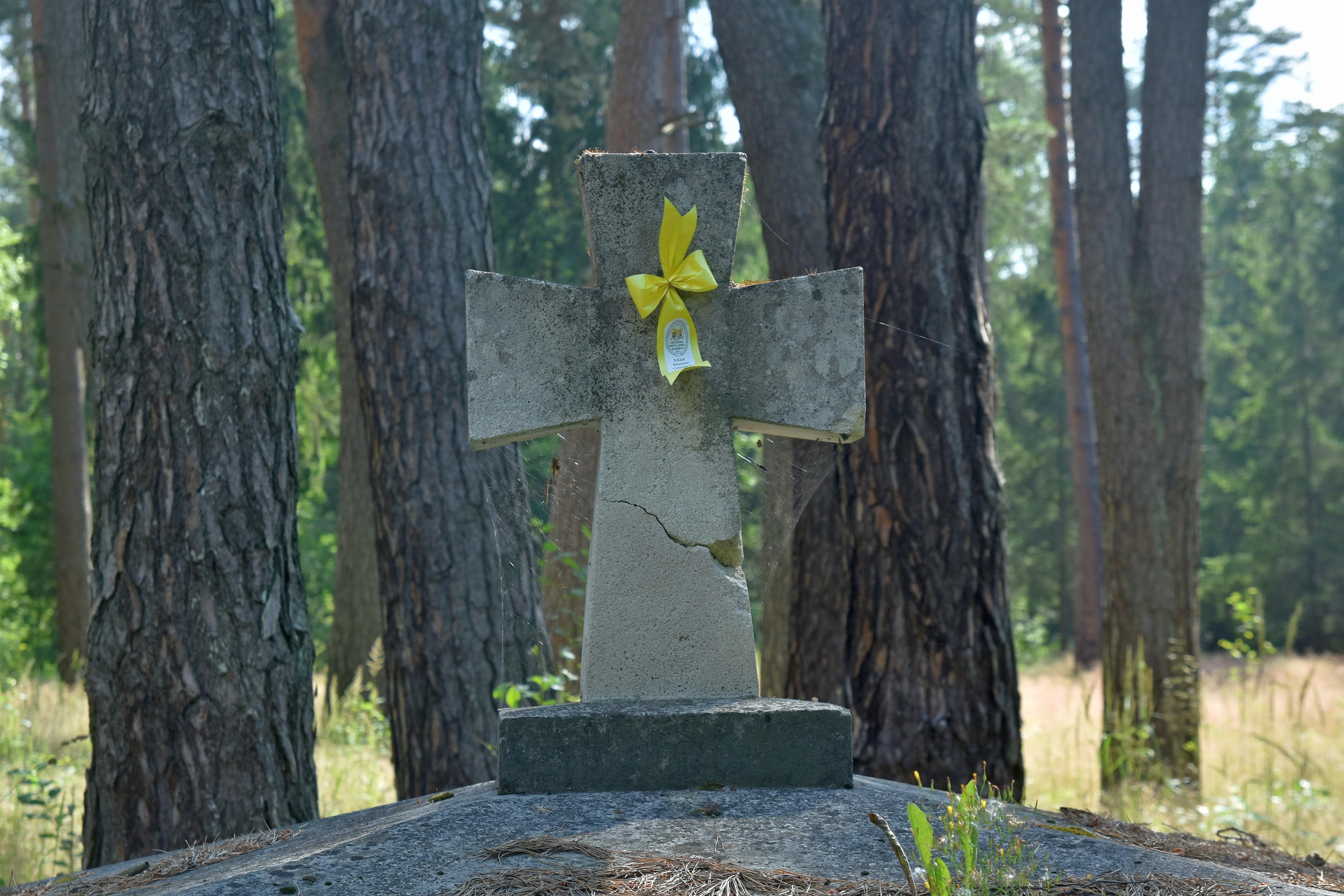
Krzyż maltański
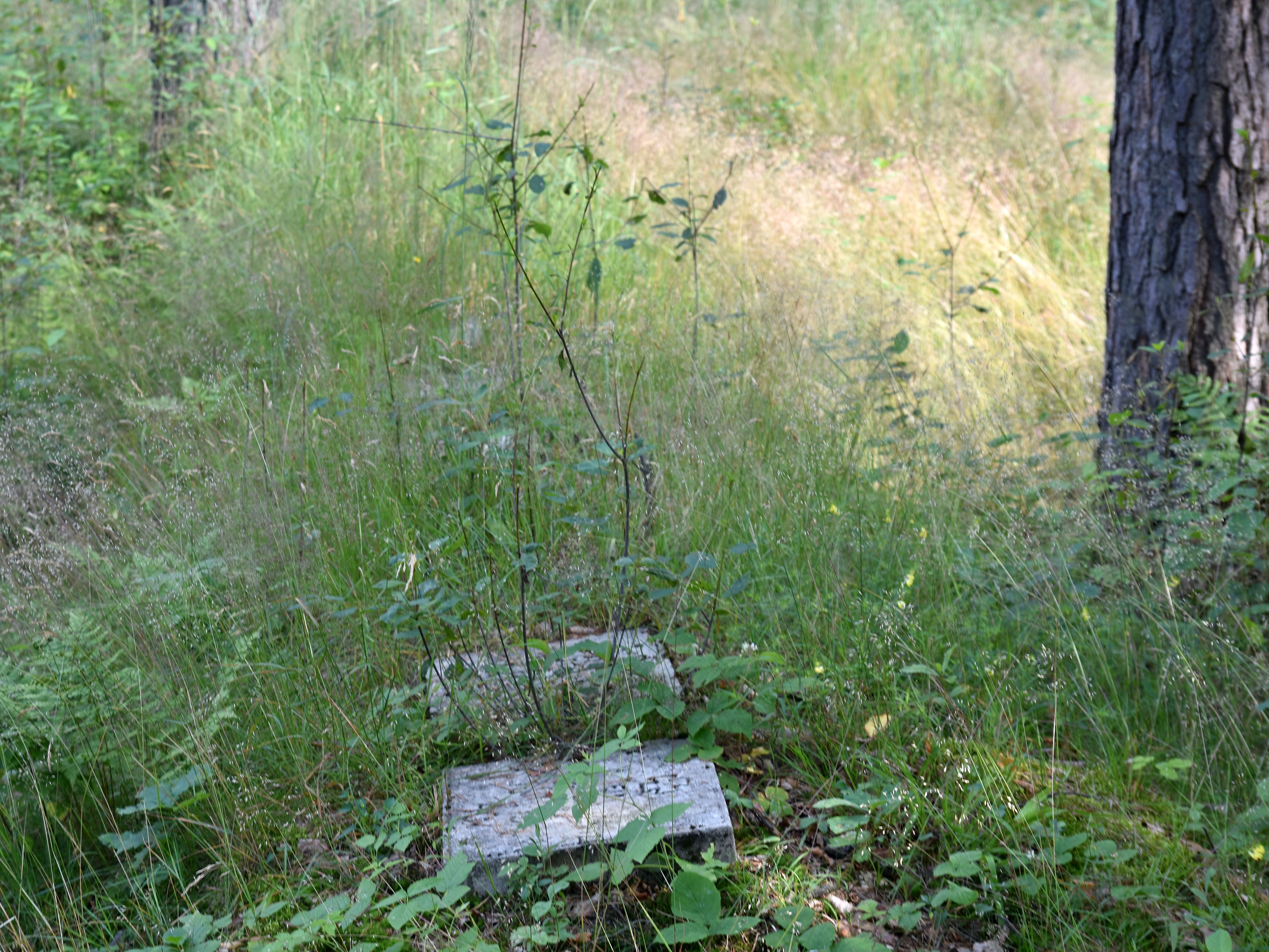
Płyty nagrobne